# Harley Flanagan
Pour les articles homonymes, voir Flanagan.
Harley Flanagan, né en 1967 à San Francisco, Californie, est un musicien new-yorkais, fondateur du groupe les Cro-Mags.

## Biographie
Né d'un père inconnu et d'une mère hippie avec qui il prend rapidement ses distances, il quitte l'école en sixième année de primaire. Il grandit à New York dans le Lower East Side et partage avec ses pairs la misère des bas-quartiers new-yorkais. À cette époque, le Lower East Side n'est plus qu'un amas de squats, d'immeubles sordides et de commerces abandonnés. Les seules traces de vie qu'on y trouvent sont l'œuvre des gangs qui sévissent et fournissent la rue en cocaïne et en héroïne. À l'âge de neuf ans, Harley Flanagan publie son premier recueil de poésie grâce à un ami de la famille qui n'est autre qu'Allen Ginsberg, poète activiste en lutte contre le capitalisme et le conformisme et leader emblématique de la Beat Generation des années 1950 et des contre-cultures qui vont naître ensuite.
Dès l'âge de onze ans, Harley Flanagan intègre son premier groupe de punk rock, The Stimulators, dont deux morceaux, Loud fast rules! et M.A.C.H.I.N.E., sont disponibles sur la compilation New York Trash sortie en 1982 sur Reachout International Records (en) (ROIR) et rééditée en 1998. The Stimulators est né sous l'impulsion de Denise Mercedes, guitariste et tante de Harley Flanagan, qui, après avoir écouté The Damned, The Clash et Motörhead et participé à l'explosion du mouvement punk qui secouait Londres et bientôt le monde entier en ces temps-là, décide de rentrer à New York en 1977 afin de monter son propre groupe. Elle recrute P. Mack (guitare, voix) et Nick Marden (basse). Pour le poste de batteur, elle auditionne Jerry Nolan (The Heartbreakers, The New York Dolls) et Johnny Blitz (The Dead Boys) mais c'est finalement sur Harley Flanagan que son choix se porte. Son groupe était au complet.
Un fan club se forme et avec eux, la réputation pour The Stimulators du « groupe de Rock'n'roll le plus jeune de la ville ». Le public offre une réponse positive, voire emballante, et ils deviennent très vite des habitués de clubs réputés tels que le Danceteria (en), le Max's Kansas City et évidemment le CBGB. Ils ouvrent pour D.O.A., Madness, Johnny Thunders, Bad Brains, The Cramps et Circle Jerks entre autres. Du haut de ses dix ans bien tassés, Harley Flanagan est un habitué des backstages, amis avec les Dead boys et les Heartbreakers de Johnny Thunder. En 1980, ils partent pour l'Irlande et assurent quelques dates. The Stimulators jouent avec des groupes de Punk/Oï tels que The Saints. Il sympathise avec les skinheads irlandais et se rase la tête pour la première fois. De retour à New York, il fait de même avec celles de tous ses amis. Le mouvement skinhead de New York était né, importé par Harley Flanagan en personne sur le nouveau continent. Leur musique allait suivre.
Le charisme et la personnalité de Flanagan ne laisse personne indifférent. Il cristallise l'énergie d'une scène punk vieillissante qui est à la recherche d'un nouveau souffle et d'une nouvelle direction. Il allait bientôt les leur offrir. Harley Flanagan est un musicien autodidacte au talent inné mais également une forte-tête et un marginal qui éclate les portes d'entrée des clubs pour faire entrer les kids de son âge afin qu'ils le prennent en exemple et deviennent à leur tour des forces créatrices de la scène underground. L'expérience musicale de The Stimulators restera brève et principalement scénique bien qu'ils soient remontés sur scène au CBGB en 2006, soit pas moins de trente ans plus tard. Ils ressortent, toujours sur ROIR, en 2010 un album qu'ils appellent tout naturellement Loud fast rules! et qui reste leur seule plaque à ce jour. Il s'agit d'un enregistrement live (au Pier à Raleigh en Caroline du Nord, en 1981) destiné aux nouvelles générations, et qui retranscrit fidèlement l'ambiance des concerts underground de l'époque et laisse entrevoir les horizons musicaux et culturels qui seront explorés ensuite par la scène hardcore en général et new-yorkaise en particulier. Outre son attrait pour les groupes punk agressifs de l'époque, c'est la personnalité chaotique et son ego démesuré qui poussera Harley Flanagan à quitter The Stimulators pour créer un nouveau style de musique et former son propre groupe, qu'il voudra plus représentatif du mode de vie hardcore dont il est issu. Mais la vérité est qu'il savait vraiment ce qu'il voulait et était prêt à tout pour atteindre le but qu'il s'était fixé. Son objectif est d'exprimer à travers sa musique la pauvreté, la décadence urbaine et la violence des rues du Lower East Side dont il est issu et dans lesquelles il vit. Son influence et sa seule présence ont permis à la scène Punk de se redéfinir et d'évoluer avec la naissance d'un nouveau style de musique, plus dur et plus radical encore que ne l'était le Punk à l'époque, et qu'on appellera le « New York Hardcore ».
Il lui fallut pour cela trouver des musiciens en phase avec ses aspirations. Ce fut chose faite lorsque Harley Flanagan alors âgé de quatorze ans, multi-instrumentiste et autodidacte mais déjà considéré comme un « vétéran » par la scène musicale new-yorkaise, rencontra Parris Mayhew, âgé de seize ans et qui avait grandi dans le Bronx d'avant le terrifiant black-out de 1977 qui a signifié la fin de la prospérité de ce quartier. Il quitta le Bronx quelques années plus tard pour ne jamais y retourner. Musicien inconnu qui avait joué de la basse dans un groupe punk appelé The Mad et étudiant à la High School of Art & Design, il avait été bouleversé par le punk des Sex Pistols et les sons plus speed metal de Motörhead, que les Bad Brains et The Stimulators avaient fait connaître à New York.
Parris Mayhew avait quitté The Mad parce qu'il voulait former son propre groupe et jouer sa propre musique. Lui et Harley devinrent très vite amis bien qu'ils fussent extrêmement différents. En effet, pendant que Parris suivait les cours de la High School of Art and Design (en), Harley passait ses journées à boire et à se droguer. Néanmoins, ils décidèrent de s'associer et eurent leur première répétition dans l'appartement de Denise Mercedes. Parris trouva lors de cette répétition les réglages qui allait faire la particularité du son de leur nouveau groupe et joua les riffs de ce qui allait devenir leur premier morceau, World Peace. Bien que sa tante ne crut entendre qu'un bruit infernal et inaudible, qui ne pouvait rivaliser avec les sons des groupes punk les plus crades de l'époque, Harley Flanagan comprit qu'il avait trouvé en Parris Mayhew le guitariste idéal parce que, bien qu'issus de milieux sociaux différents, ils puisaient leurs inspirations dans la même source, la même matrice. Une source probablement empreinte d'un paganisme profond, sincère et sans concession. Ainsi, ils se virent de plus en plus régulièrement. Ils passèrent leur temps à boire, à faire des projets pour leur futur groupe et à écrire des morceaux, musique et textes. Mais ils n'arrivaient pas à trouver d'autres musiciens et leur projet restait en stand-by si bien qu'entre-temps, Flanagan assura les parties de batterie pour le premier album de Murphy's Law, Bong Blast, sorti en 1983 sur Spliff Records. Il les aida à écrire leurs morceaux et leur proposa un nom de groupe qu'ils adoptèrent sans hésiter.
Mais l'impatience grandissante de Harley Flanagan et son besoin de trouver de nouveaux musiciens le poussa à traverser le pays sans le moindre sous pour se rendre en Californie où il se construisit parmi les punks une solide réputation de fauteur de trouble. Comme dans le Lower East Side, il vécut au jour le jour, dormit dans la rue ou dans des squats, passa son temps à se battre, à boire et à se droguer. Après un certain temps, il repartit et sillonna l'Est et le Nord du Canada. Là non plus, il ne fit aucune concession à sa manière d'être. Il traînait partout avec des bandes de skinhead et semait le trouble là où il passait. Il n'avait pas encore quinze ans mais avait déjà une solide réputation derrière lui. Il revint ensuite à New York, plus que jamais motivé par l'idée de monter son groupe et de finaliser son projet. Il y retrouva Parris Mayhew qui avait entre-temps terminé ses études à la High School of Art and Design. Bien qu'il suivra pendant deux années les cours de la Visual Arts Film School, ce dernier ne s'était jamais éloigné de son projet musical avec Harley Flanagan. Il avait continué à écrire des morceaux, notamment Malfunction, pour ce projet qui devait et allait devenir le groupe le plus agressif de la scène new-yorkaise, les Cro-Mags.
C'est pendant toutes ces années vécues dans les rues déchirées du Lower East Side du début des eighties et dans ses périples, que Flanagan inscrivit dans ses gênes les vérités pures de la rue : brutalité, violence, drogues, révolte perpétuelle, sincérité du message, lutte pour la vie et la survie. Contrebalancés par un amour inconditionnel pour la musique anti-conformiste et underground, par un talent unique et une créativité artistique, il allait bientôt et à lui seul définir les codes et les bases émotionnelles d'une attitude, d'une mouvance et d'un mode de vie qui concerne encore aujourd'hui des dizaines de milliers d'individus, fans et musiciens entre autres : le mouvement Hardcore.
Dès son retour, Flanagan avait eu l'opportunité d'enregistrer une démo quatre titre sur laquelle il assura l'enregistrement de tous les postes. Il avait également monté un groupe appelé Mode of Ignorance, avec Doug Holland, un skinhead new-yorkais, et John Mc Gowan, surnommé « Bloodclot » (« caillot sanguin ») et alors roadie des Bad Brains. John Mc Gowan avait vécu dans des orphelinats jusqu'à l'âge de quatorze ans, puis dans la rue où il était devenu accro à l'héroïne. Il avait découvert les Bad Brains lors d'un concert où ils partageaient l'affiche avec The Stimulators. Depuis ce jour, il n'eut de cesse de se rapprocher de la scène hardcore new-yorkaise et de s'éloigner de l'école militaire qu'il avait intégré à l'âge de dix-sept ans, pour finalement devenir leur roadie puis incorporer Mode of Ignorance. Pendant cette période, Harley Flanagan fut également approché par The Misfits pour jouer de la batterie et par les mêmes Bad Brains pour devenir leur leader mais il déclina les deux offres parce que le projet qu'il avait mis sur pied avec Parris Mayhew allait enfin voir le jour.
Début 1984, ils recrutèrent Mackie Jayson à la batterie et Eric Casanova pour assurer les parties vocales. Âgé de quinze ans, ce dernier co-écrivit avec Harley les paroles de morceaux qui allaient devenir et sont toujours aujourd'hui, inamovibles, des classiques de la scène hardcore : Hard times, Street justice, Survival of the streets. Il assura également lui-même l'écriture des paroles de Life on my own. Les Cro-Mags étaient nés. Le nom avait été trouvé par Harley lui-même alors qu'ils essayaient, avec son ami Mugger, roadie des Black Flag, de trouver un nom pour son groupe et qu'ils, tous deux crânes rasés, se comparaient à des hommes des cavernes. Lorsque Mugger rentra à Los Angeles avec les Black Flag, Harley choisit de garder le nom de « Cro-Mags ».
Ils jouèrent leur premier concert au CBGB avec Government Issue mais après leur deuxième show, Casanova dut quitter les Cro-Mags, pour des raisons qui lui sont propres. Il légua ainsi à la scène hardcore, presque dans l'anonymat, une contribution qui n'a encore aujourd'hui que peu d'égal. Ses textes et l'impact de ces deux premiers sets sur le public et les consciences furent tels que les Cro-Mags étaient tout simplement voués à devenir un groupe de légende, jusqu'à atteindre la dimension du culte. Plus personne ne pourrait les ignorer et des fans de tous les horizons se presseront à leurs concerts afin de vivre le phénomène Cro-Mags.
Après les Cro-Mags, il reste actif sur la scène hardcore new-yorkaise, forme White Devil avec des potes de Brooklyn et du Lower East Side, et fonde Harley's War. Avec une musique tout aussi talentueuse et certainement aussi violente que celle des Cro-Mags, il cristallise l'énergie de la ganja et gangsta, vénérable scène black power pour l'intégrer à la scène musicale la plus dure que le monde musical n'ait jamais connu, et dont il est le dépositaire officiel, celle du New York Hardcore. Il est le seul à pouvoir mener à bien un tel coup de maître. Et, s'il existe de véritables connaisseurs dans monde de la musique, ce fait unique devrait lui permettre d'intégrer, pour le récompenser de tous ses efforts, de son dévouement, et de tout l'amour et l'attachement qu'il a toujours porté à la musique depuis son plus jeune âge; sans parler du génie, tant sur le plan technique qu'en termes de créativité, dont il fait toujours preuve, de figurer au Rock and Roll Hall of Fame.
Harley Flanagan est devenu ceinture noire et instructeur de jiu-jitsu brésilien. Il apprend la musique à ses deux fils et vit avec Stacey Riley, l'amour de sa vie. Son parcours est un exemple pour tous ceux qui ont comme lui connu l'enfer des rues dévastées du Lower East Side et d'ailleurs, leur offrant le droit de survivre et de trouver une raison de vivre. Il est toujours actif en musique.

## Discographie

### The Stimulators
- Loud, Fast Rules!/Run Run Run - studio single (1980)[3]
- New York Thrash - compilation (1982), réédition (1998)
- Loud, Fast Rules!, live at The Pier in Raleigh, 1981 - album, 2010

### Cro-Mags
- The age of quarrel, album, 1986
- Best Wishes, album, 1989
- Alpha Omega, 1992
- Near death experience, 1993
- Revenge, 2000
- Cro-Mags, 2016

### White devil
- Reincarnation, EP, 1995

### Harley's war
- Cro-mag, 2003
- Hardcore all-stars, EP, 2009
- War is struggle, EP, 2012